# Station Ostrówki koło Chodzieży
Station Ostrówki koło Chodzieży is een spoorwegstation in de Poolse plaats Ostrówki.